# 底特律圣保罗座堂
底特律圣保罗座堂（英語：Cathedral Church of St. Paul）是美国圣公会密歇根教区的主教座堂，位于底特律伍德沃德大道4800号，毗邻韦恩州立大学校园。
圣保罗堂区成立于1824年，是密歇根第一个新教堂会。
现存建筑由著名教堂设计师拉尔夫·克拉姆（Ralph Adams Cram），始建于1907年，至今钟楼尚未完成。教堂完全用石灰岩和中世纪建筑技术建造，没有支持的钢铁上层建筑。建设拥有交错骨，大片花窗玻璃，雕饰窗格，哥特式建筑的楷模，包括Pewabic 陶瓷中心。在1912年成为教区的主教座堂。
圣保罗座堂是20世纪初后期哥特复兴建筑的最佳实例之一。19世纪中叶的美国建筑师输入并重新阐释了英国哥特复兴风格，基于中世纪主教座堂的视觉丰富的细节。美国建筑师将哥特元素与简单的建筑规划相结合，创造了美国建筑风格“维多利亚哥特式”（Victorian Gothic）。兴建于1876年的堡垒街长老会教堂就是早期维多利亚哥特式建筑的杰出例证。
与此相反，在20世纪初，更多的美国建筑师进入麻省理工学院和哥伦比亚大学，或者前往法国巴黎高等美术学院（École des Beaux-Arts）就读。这些建筑师，包括拉尔夫·克拉姆在内，感到哥特式建筑应该有所发展，而不是仅仅复制中世纪教堂。圣保罗座堂是克拉姆的早期重要作品之一，属于后期哥特复兴式。